# GuruPlug
GuruPlug（グルプラグ）とはマーベル社が開発したARMプロセッサを搭載したプラグコンピュータである。
GuruPlugは1.2 GHzのARMプロセッサ、Debianが初期インストールされた内蔵フラッシュメモリ、ギガビット・イーサネットを持っており、コンセントに挿し込むだけですぐに小型サーバとして活用できる。
先代モデルのSheevaPlugと比べると、無線LANとBluetoothが追加され、JTAGアダプタが別売り化された

## バージョン
- GuruPlug Server Standard（2019年9月販売終了[1]）
- GuruPlug Server Plus（2012年販売終了）

GuruPlugDisplayという画像出力を持つモデルも存在するが、CPUが大きく異なるため、別記事とした

## 日本で利用する場合の法令上の注意点
GuruPlugを米国仕様のメーカ出荷状態のまま日本に輸入して使用すると国内規制に合致しない場合がある。
日本の電波法では、無線LAN機器などを免許なしで利用するために、技術基準適合証明を取得することを求めている。
多くの類似コンピュータでは、輸入時に同証明を取得していないため、内蔵無線機器が合法的に使えず、国内で販売されている無線アダプタを別途用意する必要があったが、
本機種では同証明を取得した国内代理店から購入することで内蔵無線機器を合法的に使用できる。（※過去に米国から直輸入し、技適マークが貼られていない機体は対象外）
また、日本の電気用品安全法では輸入する電気用品にもPSEマークを取得することを求めている。
GuruPlug本体を直接コンセントに挿すアダプタ部分について、PSEマークを取得した輸入業者は無いので、
コンセントからは、日本国内で販売されているメガネケーブルで接続する必要がある。
（なお、本体は情報機器なので電安法の対象品目外製品である）
上記の国内代理店から購入した場合は、PSE対応ケーブルを付属して対応しており、直接コンセントに挿すアダプタパーツは付属されない。